# Sirjan Airport
Sirjan Airport (persiska: Forūdgāh-e Sīrjān, فرودگاه سیرجان) är en flygplats i Iran.   Den ligger i provinsen Kerman, i den centrala delen av landet, 800 km sydost om huvudstaden Teheran. Sirjan Airport ligger 1 772 meter över havet.
Terrängen runt Sirjan Airport är en högslätt.Runt Sirjan Airport är det glesbefolkat, med 16 invånare per kvadratkilometer. Närmaste större samhälle är Sirjan, 11,1 km söder om Sirjan Airport. Trakten runt Sirjan Airport är ofruktbar med lite eller ingen växtlighet.